# Орлов Валерій Дмитрович
Валерій Дмитрович Орлов (14 серпня 1941, Середжиус, Литва — 14 грудня 2017, Харків) — український хімік-органік, заслужений діяч науки і техніки України, почесний професор Харківського національного університету імені В. Н. Каразіна, почесний доктор Інституту монокристалів, академік АН ВШ України. Завідувач кафедри органічної хімії (1990—2015), декан хімічного факультету (1990—2006) ХНУ імені В. Н. Каразіна. Засновник Харківської наукової школи з хімії нітрогенвмісних гетероциклічних сполук.

## Біографія
Валерій Дмитрович Орлов народився 14 серпня 1941 року у містечку Середжиус неподалік Каунаса в родині військовослужбовця. Батько — Орлов Дмитро Тимофійович, народився 16 листопада 1918 року в Орловській губернії, закінчив фармацевтичне відділення Харківського військово-медичного училища. Учасник німецько-радянської війни, після демобілізації працював начальником відділу у Харківському обласному аптекоуправлінні. Мати — Созинова Іраїда Семенівна, народилася 31 серпня 1918 у козацькому селі Троїцьке Благовіщенського району Башкирії. Батьки познайомились в Уфі, 1940 року переїхали з Радянською армією у Литву, де після приходу німецьких військ народився Валерій Орлов. Під час війни мати працювала у фермера, з поверненням Радянської армії секретарем-стенографістом, згодом бухгалтером та касиром.
У перший клас Валерій Орлов пішов у місті Каунас, за рік з родиною переїхав у місто Балтійськ Калінінградської області, де 1958 року закінчив середню школу. Того ж року вступив на хімічний факультет Харківського державного університету. 1963 року закінчив навчання в університеті і поступив до аспірантури (керівники професор Лаврушин В. Ф. та доцент Цукерман С. В.), яку закінчив 1965 року. 1969 року захистив кандидатську дисертацію «Селенофенові аналоги халкону».